# Palagonia
Palagonia (Latin:Palica) là một đô thị ở tỉnh Catania trong vùng Sicilia, có khoảng cách khoảng 150 km về phía đông nam của Palermo và cách khoảng 35 km về phía tây nam của Catania. Tại thời điểm ngày 31 tháng 12 năm 2004, đô thị này có dân số 16.402 người và diện tích là 57.7 km².
Palagonia giáp các đô thị: Lentini, Militello in Val di Catania, Mineo, Ramacca.